# Habitatge al carrer Sant Jordi, 17 (Tremp)
L'Habitatge al carrer Sant Jordi, 17 és un edifici de Tremp (Pallars Jussà) protegit com a Bé Cultural d'Interès Local.

## Descripció
Es tracta d'un edifici aïllat, envoltat d'una zona enjardinada, situat al carrer Sant Jordi. L'edifici consta d'una construcció de planta quadrangular, de diverses altures. L'edifici es defineix per la seva sobrietat general, però destaquen alguns elements arquitectònics i decoratius: la tribuna aixamfranada, la utilització del maó en els ampits de les obertures i sobretot, la decoració de grans florons aplicada a la volada de la coberta.